# Фароа Сандерс
Фароа Сандерс (англ. Ferrell Lee Sanders; 13 жовтня 1940 — 24 вересня 2022) — американський джазовий саксофоніст. Відомий своєю грою на саксофоні з технікою передування, гармонійними та мультифонічними прийомами, а також використанням «звукових аркушів», Сандерс відіграв визначну роль у розвитку фрі-джазу та спіричуел-джазу завдяки своїй роботі в групах Джона Колтрейна в середині 1960-х років, а пізніше — завдяки своїй сольній творчості. Він випустив понад тридцять альбомів як лідер і багато співпрацював з вокалістом Леоном Томасом та піаністкою Еліс Колтрейн та багатьма іншими. Його колега саксофоніст Орнетт Коулман якось описав його як «можливо, найкращого тенора у світі».
Сандерс створив «духовний джаз», натхненний релігійними концепціями, такими як карма і таухід, а також багатою, медитативною естетикою виконання. Цей стиль вважався продовженням роботи Колтрейна над такими альбомами, як A Love Supreme. В результаті Сандерс вважався учнем Колтрейна або, як сказав Альберт Айлер, «Трейн був батьком, Фароа — сином, я — Святим Духом».